# Верхньосироватська сільська рада
Верхньосиро́ватська сільська́ ра́да — колишній орган місцевого самоврядування в Сумському районі Сумської області. Адміністративний центр — село Верхня Сироватка.

## Загальні відомості
- Населення ради: 4 759 осіб (станом на 2001 рік)

## Населені пункти
Сільській раді були підпорядковані населені пункти:
- с. Верхня Сироватка
- с. Залізняк
- с-ще Захарівське
- с. Новоселиця
- с. Стінка

## Склад ради
Рада складалася з 20 депутатів та голови.
- Голова ради: Цигура Олексій Васильович
- Секретар ради: Веслополова Ніна Олександрівна

### Керівний склад попередніх скликань
| Прізвище, ім'я, по батькові | Основні відомості                                                 | Дата обрання | Дата звільнення |
| --------------------------- | ----------------------------------------------------------------- | ------------ | --------------- |
| Цигура Олексій Васильович   | Сільський голова, 1958 року народження, освіта вища, безпартійний | 26.03.2006   | 31.10.2010      |
| Цигура Олексій Васильович   | Сільський голова, 1958 року народження, освіта вища, безпартійний | 31.10.2010   |                 |

Примітка: таблиця складена за даними сайту Верховної Ради України